# Devlin O'Ryan
Devlin O'Ryan, occasionalmente noto come Reflex, è un personaggio immaginario dell'Universo DC. Divenne un membro della Legione dei Super-Eroi nel XXX secolo, durante l'epoca della "Five Years Later".

## Biografia del personaggio
Devlin O'Ryan è un nativo del pianeta Xanthu, sua madre fu il capo della filiale di Xanthu del Daily Planet, e Devlin decise di seguire i suoi passi e diventare un giornalista. Ottenendo uno stage con la Stampa Interstellare, presto si ritrovò a lavorare fuori dagli uffici del Daily Planet di Metropolis, al fianco della star reporter Iris West Allen (vedova di Barry Allen, l'eroe del XX secolo noto come Flash). Devlin e Iris furono i primi ad esporre l'influenza coperta dei Dominatori (e controllo effettivo) del controllo della Terra. Le sue investigazioni lo portarono fino sul pianeta Winath in quanto la Legione dei Super Eroi si stava per riformare grazie a Reep Daggle (Chameleon Boy) e Rokk Krin (Cosmic Boy), e decise così di accompagnarli.
Quando la luna fu distrutta dal programma Triple Strike dei Dominatori, facendo detonare delle sfere di potere su tutta la Terra, Devlin fu bombardato da radiazioni nulle. Questa esposizione attivò il suo gene dormiente, donandogli l'abilità di riflettere virtualmente ogni attacco fisico o energetico. Dopo la scoperta del gruppo di Legionari adolescenti Batch SW6, ebbe una relazione romantica con la giovane Shrinking Violet. Tuttavia, Devlin su unì alla Legione adulta e quando i due gruppi si separarono, lo fece anche la giovane coppia.
Devlin fu il primo giornalista a portare la storia quando la Terra fu distrutta in un disastro ricordante quello di Krypton avvenuto più di un millennio prima. Dopo di ciò, rimase con la Legione finché non fu ringiovanito fino all'infanzia dalla maestra del tempo nota come Glorith.

## Post-Crisi Infinita
Nessuno di nome Devlin O'Ryan comparve nella terza versione della Legione o post-Ora Zero. Eppure, gli eventi della miniserie Crisi infinita, ricostituirono un'analoga continuità della versione della Legione pre-Crisi sulle Terre infinite, come visto nella storia "The Lightning Saga" in Justice League of America e Justice Society of America, e nella storia "Superman e la Legione dei Supereroi" in Action Comics. Devlin comparve per un istante quando multiple versioni della Legione si batterono contro Superboy-Prime, Time Trapper e la Legione dei Supercriminali.